# Данковське родовище доломітів
Данковське родовище доломітів - розташоване у східній частині Середньоруської височини й складене породами верх. девону й ниж. карбону. Родовище презентовано шароподібним покладом, витягнутого в меридіональному напрямку, з падінням на півн.-сх. (0-15°). Корисна товща (потужність 5-30 м) - доломіти c прошарками доломитизованих вапняків, мергелів і глин верх. девону. Хім. склад доломітів (%): CaO 32; MgO 18,5; SiO2 2,8; присутні оксиди заліза й ін. Запаси (балансові) доломітів 711 млн т (1983). Розкривні породи (потужність 8-25 м) - глини, піски четвертинного віку. Родовище розкрите фланговими траншеями. Система розробки - транспортна c внутр. відвалами. Гірничо-транспортне устаткування - мехлопати, автосамоскиди. Розубожування руди при видобутку 6%. Збагачення доломітів - дробленням, класифікацією й промиванням. Відходи використовуються для вироблення доломітового борошна й вапняних матеріалів для сільського господарства. Річний видобуток доломіту 3,6 млн т, у т.ч. флюсового 2,35 млн т.